# Les N°1 de Michel Sardou
Albums de Michel Sardou
Les 100 plus belles chansons de Michel Sardou Être une femme 2010
Les N°1 de Michel Sardou est une compilation de Michel Sardou sortie le 14 septembre 2009. Elle réunit la plupart des tubes de son répertoire s'échelonnant sur quatre décennies, de 1967 à 2006. Comprenant trente-sept titres, elle ne tient toutefois pas compte d'albums notoires, tels que Io Domenico (dont est issu le fameux Rouge) ou encore Salut, contenant la chanson éponyme.

## Liste des titres

### Disque 1
| No  | Titre                        | Paroles                          | Musique                          | Durée |
| --- | ---------------------------- | -------------------------------- | -------------------------------- | ----- |
| 1.  | Les Ricains                  | Michel Sardou                    | Guy Magenta                      | 2:14  |
| 2.  | J'habite en France           | Michel Sardou - Vline Buggy      | Jacques Revaux                   | 2:48  |
| 3.  | Les Bals populaires          | Michel Sardou - Vline Buggy      | Jacques Revaux                   | 3:04  |
| 4.  | Et mourir de plaisir         | Michel Sardou - Vline Buggy      | Jacques Revaux                   | 2:54  |
| 5.  | Je t'aime, je t'aime         | Michel Sardou                    | Jacques Revaux                   | 3:39  |
| 6.  | Le Rire du sergent           | Michel Sardou - Yves Dessca      | Jacques Revaux                   | 3:07  |
| 7.  | Le Surveillant général       | Michel Sardou                    | Jacques Revaux                   | 2:43  |
| 8.  | La Maladie d'amour           | Michel Sardou - Yves Dessca      | Jacques Revaux                   | 3:30  |
| 9.  | Les Vieux mariés             | Michel Sardou - Pierre Delanoë   | Jacques Revaux                   | 3:37  |
| 10. | Les Villes de solitude       | Michel Sardou - Pierre Delanoë   | Jacques Revaux                   | 4:00  |
| 11. | Une fille aux yeux clairs    | Michel Sardou - Claude Lemesle   | Jacques Revaux                   | 2:41  |
| 12. | Le France                    | Michel Sardou - Pierre Delanoë   | Jacques Revaux                   | 3:56  |
| 13. | Je vais t'aimer              | Gilles Thibaut                   | Jacques Revaux - Michel Sardou   | 5:27  |
| 14. | J'accuse                     | Michel Sardou - Pierre Delanoë   | Jacques Revaux                   | 3:59  |
| 15. | Dix ans plus tôt             | Michel Sardou - Pierre Billon    | Jacques Revaux                   | 4:56  |
| 16. | La Java de Broadway          | Michel Sardou - Pierre Delanoë   | Jacques Revaux                   | 4:06  |
| 17. | Comme d'habitude             | Gilles Thibaut - Claude François | Jacques Revaux - Claude François | 4:05  |
| 18. | Je vole                      | Michel Sardou - Pierre Delanoë   | Michel Sardou                    | 5:00  |
| 19. | En chantant                  | Michel Sardou - Pierre Delanoë   | Jacques Revaux                   | 3:54  |
| 20. | Je ne suis pas mort, je dors | Michel Sardou                    | Jacques Revaux - Pierre Billon   | 3:52  |

### Disque 2
| No  | Titre                                           | Paroles                            | Musique                                   | Durée |
| --- | ----------------------------------------------- | ---------------------------------- | ----------------------------------------- | ----- |
| 1.  | Être une femme                                  | Michel Sardou - Pierre Delanoë     | Jacques Revaux                            | 4:14  |
| 2.  | Les Lacs du Connemara                           | Michel Sardou - Pierre Delanoë     | Jacques Revaux                            | 6:01  |
| 3.  | Afrique adieu                                   | Michel Sardou                      | Jacques Revaux - Michel Sardou            | 6:38  |
| 4.  | Il était là                                     | Michel Sardou - Pierre Delanoë     | Jacques Revaux                            | 4:12  |
| 5.  | Vladimir Ilitch                                 | Michel Sardou - Pierre Delanoë     | Jacques Revaux - Jean-Pierre Bourtayre    | 4:39  |
| 6.  | Chanteur de jazz                                | Michel Sardou - Jean-Loup Dabadie  | Jacques Revaux - Jean-Pierre Bourtayre    | 4:41  |
| 7.  | 1965                                            | Michel Sardou                      | Jacques Revaux - Jean-Pierre Bourtayre    | 4:18  |
| 8.  | Musulmanes                                      | Michel Sardou                      | Jacques Revaux - Jean-Pierre Bourtayre    | 6:18  |
| 9.  | La même eau qui coule                           | Michel Sardou - Jean-Michel Bériat | Jacques Revaux                            | 6:02  |
| 10. | Marie-Jeanne                                    | Michel Sardou - Didier Barbelivien | Jacques Revaux - Jean-Pierre Bourtayre    | 4:48  |
| 11. | Le Privilège                                    | Michel Sardou - Didier Barbelivien | Jacques Revaux - Michel Sardou            | 4:08  |
| 12. | Le Bac G                                        | Michel Sardou                      | Jean-Pierre Bourtayre - Michel Sardou     | 3:52  |
| 13. | Cette chanson-là                                | Michel Sardou                      | Michel Fugain                             | 4:03  |
| 14. | Loin                                            | Michel Sardou - Robert Goldman     | Robert Goldman                            | 3:24  |
| 15. | La Rivière de notre enfance (en duo avec Garou) | Didier Barbelivien                 | Didier Barbelivien                        | 3:21  |
| 16. | Beethoven                                       | Michel Sardou - Didier Barbelivien | Didier Barbelivien - Ludwig van Beethoven | 3:39  |
| 17. | Valentine Day                                   | Michel Sardou                      | Jacques Veneruso                          | 4:09  |